# 1823 aux échecs
| Années des échecs : 1820 - 1821 - 1822 - 1823 - 1824 - 1825 - 1826    |
| Décennies des échecs : 1790 - 1800 - 1810 - 1820 - 1830 - 1840 - 1850 |

Cet article présente les faits marquants de l'année 1823 aux échecs.

## Divers
- Ulysse Desroches publie « Traité élémentaire du jeu d’échecs »[1].

## Naissances
- 29 avril : Daniel Harrwitz, fort joueur allemand de son époque[1].
- 30 septembre : Rudolf Gottschall, fondateur de la fédération allemande d’échecs[1].

## Nécrologie
- 3 janvier : Johann Allgaier[1]
- Moses Hirschel, juriste, joueur d'échecs allemand et traducteurs de livres  échiquéens[1].